# ウェスティングハウス・ブレーキ・アンド・シグナル
ウェスティングハウス・ブレーキ・アンド・シグナル（英語: The Westinghouse Brake and Signal Company Ltd）は、1935年にウェスティングハウス・ブレーキ・アンド・サクスビー・シグナル社 (Westinghouse Brake and Saxby Signal Company) がサクスビーを社名から外して設立された会社である。20世紀の大半の期間を通じて、同社は鉄道の空気ブレーキと信号保安設備をイングランド、ウィルトシャーのチッペナムで生産していた。工場はチッペナム駅 (Chippenham railway station) のすぐ北に所在していた。

## 前身と背景
前身企業にはエヴァンズ・オドネル社 (Evans O'Donnell) やサクスビー・アンド・ファーマー社 (Saxby and Farmer) がある。サクスビー・アンド・ファーマーはジョン・サクスビーとジョン・スティンソン・ファーマー (John Stinson Farmer) により19世紀半ばに鉄道の信号保安設備を製造するために設立された。空気ブレーキはアメリカ合衆国のジョージ・ウェスティングハウスによって1869年に特許が取得され、1872年に導入された。1920年にサクスビー・アンド・ファーマーとエヴァンズ・オドネルは合併してウェスティングハウス・ブレーキ・アンド・サクスビー・シグナルを設立した。

## 歴史
ウェスティングハウス・ブレーキ・アンド・シグナルはホーカー・シドレーグループの一部であったが、1992年にBTRインダストリーズ (BTR Industries) によって買収されて同社の一部となった。1999年にBTRインダストリーズはシーベ (Siebe Gorman) と合併してインベンシス (Invensys) となった。

## 後継企業
インベンシスは会社をウェスティングハウス・シグナルズ（Westinghouse Signals、後にウェスティングハウス・レール・システムズ (Westinghouse Rail Systems)）とウェスティングハウス・ブレーキ (Westinghouse Brakes Ltd.) に分割して、ウェスティングハウス・ブレーキはドイツ、ミュンヘンに本拠を置く同業者であるクノールブレムゼに売却された。
かつてウェスティングハウス・ブレーキ・アンド・シグナルの一部であったパワーエレクトロニクス用半導体の製造事業を行っているウェストコード (Westcode) は、現在はIXYSグループの一部となっている。